# Signum (Fotografengruppe)
Signum war eine von 1965 bis 1969 bestehende Gruppe renommierter Pressefotografen in der Deutschen Demokratischen Republik.

## Geschichte
Der Gründung war um 1963 eine Diskussion um die Qualität von Nachrichtenfotos, insbesondere der ADN-Zentralbild vorausgegangen. Während die Redaktionen unter anderem das eintönige Bildangebot insbesondere im Bereich Politik und Alltag sowie die Auswahl der Bilder und die Bereitstellungsgeschwindigkeit kritisierten, wurde von staatlicher Seite versucht, die Presse zum Abdruck der Bilder zu drängen. Als eine Ursache wurde eine mangelnde politische und fachliche Qualifizierung der Bildjournalisten ausgemacht. Ausstellungen wie die 1. Pressefotoschau der DDR sollten die Sichtbarkeit und Qualität des Bildjournalismus erhöhen. Obwohl über 185 Fotografen dem Aufruf des Verbands Deutscher Journalisten (VDJ) und der Zentralen Kommission Fotografie (ZKF) zur Einreichung von Bildern folgten, fehlten insbesondere bekannte Profifotografen. Auch bei anderen Ausstellungen wie der III. Interpress in Warschau wurde fehlendes Interesse bemängelt.
Als Reaktion darauf wurde auf Beschluss des Präsidiums des VDJ und der Berliner Bezirksdelegiertenversammlung im März 1965 die Gruppe Signum gegründet. Zunächst war die Schaffung einer Journalisten-Akademie als Ergänzung zur Deutschen Journalistenschule in Leipzig angedacht. Deren Meisterklassen dienten der Gruppe als Vorbild.
Später wurde die Gruppe von Funktionären zunehmend kritisch beurteilt und 1969 aufgelöst.

## Rezeption
Pressefotografie in der DDR befand sich in einem ständigen Zwiespalt zwischen künstlerischer Freiheit und den selten ideologiefreien Aufträgen. Die Fotografen boten daher überwiegend solche Fotos an, die auch eine Chance auf Veröffentlichung hatten, was auch als Selbstzensur gesehen werden kann. Zwar nahmen die Fotografen vereinzelt auch an renommierten internationalen Ausstellungen teil, dennoch blieb insbesondere den Fotojournalisten der von der SED kontrollierten staatlichen Medien der DDR bis heute eine internationale oder kunstgeschichtliche Anerkennung weitgehend verwehrt.

## Mitglieder
Signum bestand zunächst aus 13 Mitgliedern unter der Leitung von Konrad von Billerbeck (* 1925) und versammelte viele DDR-Fotografen der ersten Generation wie Fiebig, Sturm, Hensky oder Paszkowiak.

### Gründungsmitglieder
(Quelle: )
- Herbert Fiebig
- Horst Sturm
- Alfred Paszkowiak
- Gerhard Murza (Chefbildreporter bei Neues Deutschland)
- Gerhard Kiesling
- Jochen Moll
- Herbert Hensky
- Erika Bach
- Heinz Krüger
- Lotti Ortner-Röhr
- Wilfried Swoboda (Bildchef bei Neues Deutschland)
- Ulrich Kohls
- Peter Heinz Junge (ADN-Zentralbild)

### Weitere Mitglieder
- Ernst Ludwig Bach (1928–2022)
- Paul Friedemann
- Peter Leske
- Horst E. Schulze
- Erich Schutt

## Ausstellungen (unvollständig)
- 1967: Berlin, Zentrales Haus der Deutsch-Sowjetischen Freundschaft („1. Ausstellung SIGNUM-FOTO. DDR-Bildjournalisten zeigen die Zeit. Zum 50. Jahrestag der Großen Sozialistischen Oktoberrevolution“)[5]
- 1967: Greifswald und Berlin (Verkaufsausstellung für Solidarität mit Vietnam)
- 1967: Szczecin, Schloss („SIGNUM-FOTO“; anlässlich der DDR-Kulturwoche)
- 1967: Berlin, Kongresshalle („SIGNUM-FOTO“; anlässlich des 8. Kongresses des VDJ)
- 1969: Moskau, Journalistenverband der UdSSR („SIGNUM-FOTO“; anlässlich des 25. Jahrestages der DDR)
- 2010: So hab’ ich das gesehen, Gutshaus Geisendorf[2]